# Guardia Nacional de Nicaragua

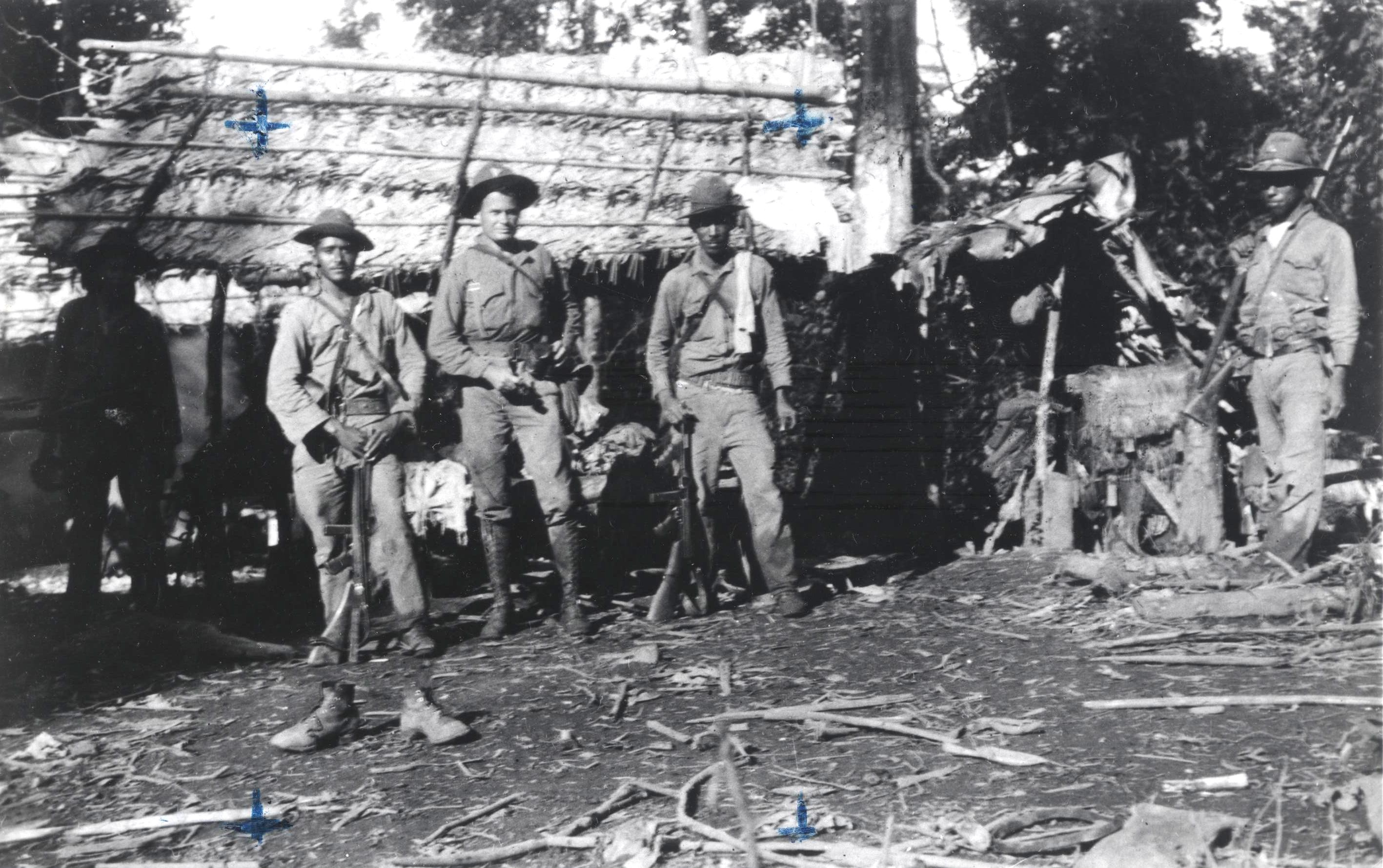
Lewis Puller mit einem Detachment der Nationalgarde, circa 1931

Die Guardia Nacional de Nicaragua, Guardia Nacional oder GN (spanisch für Nationalgarde Nicaraguas) war eine militärische Einheit, die von Anfang der 1930er bis 1979 in Nicaragua eingesetzt wurde. Sie wurde 1933 als eine von der US-Regierung ausgerüstete und trainierte Truppe installiert, die in Nicaragua die Interessen der USA wahren sollte, und bildete gleichzeitig die Staatspolizei. Sie stand von Beginn an unter der Führung und dem Einfluss des Somoza-Clans, der sie zur Aufrechterhaltung seiner Diktatur und zu privaten Zwecken einsetzte.

## Ursprung
Die Guardia Nacional de Nicaragua war die unmittelbare Nachfolgeorganisation der Constabulary, die von den US-Marines unter General Calvin Bruce Matthews (* 10. September 1882; † 20. August 1939) während der US-Militärintervention in Nicaragua 1926–1933 in Nicaragua aufgestellt wurde. Diese war zur Bekämpfung des aufständischen Ejército Defensor de la Soberanía Nacional (EDSN) unter Augusto César Sandino eingesetzt. Mit der Aufstellung der Guardia Nacional de Nicaragua zogen das United States Marine Corps aus Nicaragua ab.

## Ejército Defensor de la Soberanía Nacional
Augusto César Sandino erhielt den Titel General de Hombres Libres (General der freien Männer) und führte situationsabhängig den Kampf mit 2.000 bis 6.000 Mitgliedern des Ejército Defensor de la Soberanía Nacional -EDSN (Verteidigungskraft der nationalen Souveränität) im Norden Nicaraguas fort. Am 21. August 1929 legte der US Navy Transporter Henderson mit 750 Marines in Corinto Richtung New York ab. In Nicaragua blieben 1930 1.000 Marines. Am 2. Januar 1933, einen Tag nach dem Amtsantritt von Sacasa als Präsident, zogen die Marines vereinbarungsgemäß aus Nicaragua ab, nachdem sie die Guardia Nacional de Nicaragua (Nationalgarde Nicaraguas) aufgestellt und ausgebildet hatten, deren Oberbefehl bei Anastasio Somoza García lag.

## Bewaffnung
Zur Gründung 1928 wurde die Guardia Nacional mit dem Springfield M1903 Gewehr im Kaliber 7,62 × 63 mm und der Colt M1911-Pistole ausgerüstet. Später kamen das Browning Automatic Gewehr im Kaliber 7,62 × 63 mm sowie die Thompson (Maschinenpistole) im Kaliber .45 ACP zum Einsatz. Nach dem Zweiten Weltkrieg wurde die GN mit dem halbautomatischen M1 Garand-Gewehr im Kaliber 7,62 × 63 mm ausgerüstet.

## Bedeutende Einsätze und Aktionen

### Umsturzversuch 1954
Am Ostersonntag, den 4. April 1954, versuchte eine Gruppe aus ehemaligen Offizieren der Guardia Nacional und einigen Zivilisten (darunter Ernesto Cardenal), den Somoza-Clan zu stürzen. Auf der Panamericana CA1 in Carazo wurde für Anastasio Somoza García ein Hinterhalt gelegt.
Der Umsturzversuch scheiterte:
1. weil Somoza García nicht in den Hinterhalt fuhr, sondern einige Pferde empfing, die ihm Juan Domingo Perón geschenkt hatte;
2. da die Putschisten keinerlei Unterstützung in der GN hatten;
3. durch fehlende Koordination.

Zu den Verhafteten gehörten: Luis Felipe y Adolfo Báez Bone, Rafael Choiseul Praslin, Pablo Leal Rodríguez (Vater des Außenministers 2002–2007 Ernesto Leal Sanchez), Agustín Alfaro, Luis Felipe Gaboardi, Optaciano Morazán. Einige von ihnen wurden in der Zona de Cuatro Esquinas, in der Nähe von Jinotepe in der Provinzhauptstadt von Carazo ermordet oder später in Cafetales von Carazo verhaftet.
Die Schlagzeilen, von La Prensa und Somozas: Novedades behaupteten, dass alle Verschwörer im Kampf starben, was nicht stimmte. Auf der Panamericana in der Ebene von Pacaya gab es einen Schusswechsel, bei dem die Rebellen zwei Guardias Nacionales einer Straßensperre erschossen und den Überlebenden eine Belohnung im Falle der Aufgabe anboten.
Einer der Verschwörer, Adolfo Baez Bone wurde von Anastasio Somoza Debayle im Präsidentenpalast gefoltert, wobei Baez Bone, Somoza Blut aufs Hemd spuckte. Die sterblichen Überreste der Rebellen waren bis 1962 in der Nähe von Jinotepe begraben, bis sie  Ernesto Leal Sanchez (Außenminister 2002–2007), der Sohn von Pablo Leal Rodríguez auf den Cementerio General von Managua überführen ließ, wo sie in der Nähe der Krypta der Guardia Nacional und der Somozas lagen.

### Die Niederschlagung der Guerilla von Olama und Mollejones 1959
Mitte 1959 versuchte die von Costa Rica aus operierende Guerilla von Olama und Mollejones die Regierung von Luis Somoza zu stürzen. Das Unternehmen scheiterte schon im Ansatz.

### Das Massaker in der Avenida Roosevelt
Beim Massaker auf der Avenida Roosevelt, am 22. Januar 1967 feuerte die Guardia Nacional mit ihren M1 Garand-Gewehren auf Demonstranten der Unión Nacional Opositora auf der Avenida Roosevelt in Managua. Dabei ermordete sie etwa 200 Menschen.

### Israelische Militärhilfe
Anfang 1974 stellten die Israel Military Industries in Managua aus. Jigal Allon war zum Frühstück bei Somozas im Bunker eingeladen. 1974 schloss Somoza ein Militärhilfeabkommen mit der Regierung von Jitzchak Rabin. 1975 besuchte Yisrael Galili Somoza. Die Guardia Nacional wurde mit IMI Galil Sturmgewehren und Uzi-Maschinenpistolen ausgerüstet. Aramideschutzwesten, I.A.I. Arava und Ausbilder wurden geliefert. Als 1978 die Regierung Jimmy Carter Menschenrechtsfragen zur Bedingung weiterer Rüstungslieferungen machte, stillten Produzenten aus Israel und Argentinien den Bedarf an Militärmaterial.

## Auflösung
Mit der Einnahme Managuas am 19. Juli 1979 durch die FSLN wurde die Guardia Nacional de Nicaragua aufgelöst. Viele Mitglieder der Guardia Nacional flohen nach Costa Rica und Honduras, wo sie von Mitarbeitern von Oliver North zur Contra rekrutiert wurden. Zu den Rekrutierten gehörte Enrique Bermúdez Varela (Comandante 380). Institutionelle Nachfolger der GN wurden das Sandinistische Volksheer und die Sandinistische Polizei (Policía Sandinista).
Am 18. März 1989 wurden 1.894 Angehörige der Guardia Nacional de Nicaragua aus Gefängnissen in Nicaragua entlassen. 39 weitere, welche für grausame Verbrechen bestraft wurden, verblieben in Haft.